# Bahnhof Velgast
Der Bahnhof Velgast ist der Bahnhof in der mecklenburg-vorpommerschen Gemeinde Velgast. Er befindet sich an Streckenkilometer 19,0 der Hauptstrecke Stralsund–Rostock und ist Ausgangspunkt der Bahnstrecke Velgast–Prerow, welche heute nur noch bis Barth betrieben wird. Von 1894 bis 1995 begann auf dem Bahnhofsvorplatz die Franzburger Südbahn (FSB) nach Tribsees.

## Geschichte

### Eröffnung des Bahnhofs Velgast und Entwicklung zum Knotenpunkt (1894–1890)
Der Bahnhof Velgast wurde im Zuge der Eröffnung der Bahnstrecke Stralsund–Rostock am 1. Juni 1889 in Betrieb genommen. Zunächst war jedoch kein Bahnhof in Velgast geplant, denn die ersten Planungen für die Strecke Stralsund–Rostock sahen einen Streckenverlauf über Barth und Damgarten vor. Aufgrund von recht hohen Baukosten dieser Variante wurde ein zweiter Entwurf entwickelt, welcher eine Streckenführung über Velgast vorsah. Diese Variante wurde letztendlich auch realisiert. Die Stadt Barth wurde über eine Stichstrecke von Velgast aus an das überregionale Eisenbahnnetz angeschlossen. Diese Strecke konnte bereits am 1. Juli 1888 eröffnet werden, also fast ein Jahr früher als die Hauptstrecke. 1910 erfolgte die Verlängerung der fortan „Darßbahn“ genannten Strecke bis nach Prerow.
Neben der Strecke nach Barth wurde südlich des Bahnhofsgebäudes auf dem Bahnhofsvorplatz der Ausgangspunkt der Strecke der Franzburger Südbahn gebaut. Zunächst ging am 23. November 1894 der Streckenabschnitt Velgast–Ravenhorst in Betrieb. Der Streckenabschnitt Ravenhorst–Tribsees folgte zum 19. Mai 1895. Darüber hinaus wurde ab Neu Seehagen eine Stichstrecke nach Franzburg gebaut, welche bereits 1968 stillgelegt wurde.

### Weitere Entwicklung bis zur Wiedervereinigung (1890–1990)
1971 und 1972 wurde zwischen Ribnitz-Damgarten und Stralsund der Oberbau umfassend erneuert. Dabei erfuhr auch der Bahnhof Velgast einige Umbauten an Gleisen und Weichen. Um 1980 wurde der Wasserturm relativ überraschend gesprengt.
Da Velgast sowohl Außenstelle der Bahnmeisterei als auch der Signal- und Fernmeldemeisterei Stralsund war, arbeiteten im Jahr 1978 mehr als 40 Eisenbahner auf dem Bahnhof.
Im Zuge der Streckenelektrifizierung der Deutschen Reichsbahn wurde auch in Velgast 1989 mit den Arbeiten begonnen. Bedingt durch die politische Wende und die anschließende Wiedervereinigung Deutschlands konnte die Elektrifizierung jedoch erst im Jahr 1991 fertiggestellt werden.

### Von der Wiedervereinigung bis zum Bahnhofsumbau (1990–1999)

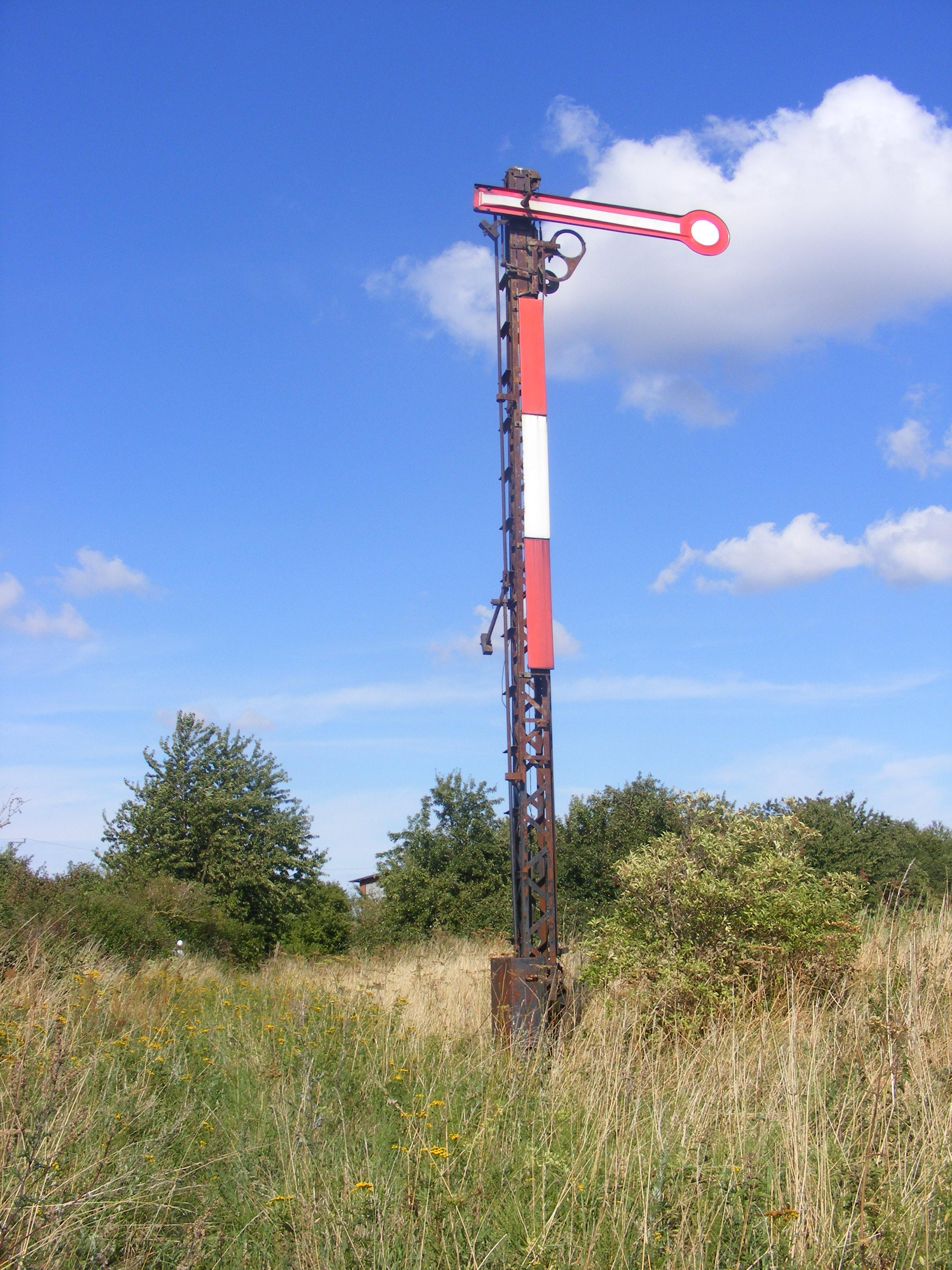
Einfahrsignal des Bahnhofs Velgast an der Franzburger Südbahn

Nach der Wende entwickelte sich – wie in vielen anderen Teilen Ostdeutschlands auch – der Zugverkehr auf allen Strecken rückläufig. Schon zu DDR-Zeiten war bekannt, dass die Strecke nach Tribsees nicht mehr wirtschaftlich war. Durch Güteranschlüsse und den Schülerverkehr war sie jedoch zu dieser Zeit noch unabdingbar. Auch nach der Wende hielt sich die Verbindung – in erster Linie durch den Schülerverkehr – noch bis 1995. Am 27. Mai 1995 fuhr der vorerst letzte Zug von Velgast nach Tribsees. Ein Jahr später, am 27. April 1996 fand noch einmal eine allerletzte Sonderfahrt mit einem historischen Triebwagen auf der Strecke statt. Im Jahr 1997 entfernte die DB AG schließlich alle Verbindungsgleise zur Hauptstrecke.

### Bahnhofsumbau (1999)
Im Rahmen des Verkehrsprojektes Deutsche Einheit Nummer 1 (Lübeck–Rostock–Stralsund) wurde der Bahnhof Velgast im Zuge der Modernisierung der Hauptstrecke komplett umgebaut. Am 26. September 1998 erreichte der letzte planmäßige Personenzug den alten Bahnhof Velgast. Einen Tag später wurde die Strecke für die anstehenden Bauarbeiten komplett gesperrt und ein Schienenersatzverkehr mit Bussen eingerichtet. Wirtschaftlich betrachtet war die Totalsperrung die einzig sinnvolle Möglichkeit, die Strecke in einem relativ kurzen Zeitraum umfassend zu modernisieren.
Im Bahnhof selbst waren noch einige vorbereitende Arbeiten zu erledigen. Es mussten noch einige Zugfahrten für die Bauzüge abgewickelt werden, die Schienen und Oberleitungen abtransportierten. Zudem musste das Bahnhofsgebäude durch die Aufsicht „besenrein“ übergeben werden.
Die Gleisanlagen wurden den neuen Gegebenheiten angepasst. So wurden drei Bahnsteiggleise und ein Ausweichgleis geschaffen. Letzteres besteht zum größten Teil noch aus alten Schienen, die wohl nach dem Umbau hier neu verlegt worden sind. Auch ein Abstellgleis an der Ladestraße ist noch vorhanden, das im Rahmen einer Steinverladung für den Barther Molenbau im Jahr 2011 erstmals wieder genutzt wurde.
Im Zuge des Streckenumbaus wurde auch ein elektronisches Stellwerk (Bauart El L) am Bahnhofsvorplatz nahe der Laderampe errichtet, welches noch heute rund um die Uhr besetzt ist. Die zur Inbetriebnahme notwendigen Baumaßnahmen konnten Anfang Juni 1999 abgeschlossen werden, so dass ab dem 10. Juni 1999 die ersten Probezüge verkehren konnten, die Eisenbahnern als Erkundung der neuen Strecke dienten. Am 13. Juni 1999 wurde der planmäßige Betrieb mit einem Sonderfahrplan wieder aufgenommen. Da bis auf ein Gleis alle weiteren Gleise noch als Baugleise dienten und noch nicht für den Verkehr freigegeben waren, war der Velgaster Bahnhof zunächst nur eingleisig befahrbar. Aus diesem Grund hielten hier auch noch keine IC-Züge. Bis zum 26. September 1999 gingen alle Gleisanlagen in Betrieb.

## Anlagen
Durch den Bahnhofsumbau wurde der Bahnhof stark verändert. Nach der Erneuerung aller Gleise und Bahnsteige bekam Velgast eine anständige Bahnsteigüberdachung. Bemerkenswert ist hierbei, dass diese Konstruktion in der architektonischen Lösung der des Lehrter Bahnhofs (heute Berlin Hbf) entspricht. Auch in Velgast zeichnete das Architekturbüro Gerkan verantwortlich.

### Gleis- und Bahnsteiganlagen
Der Übergang von Bahnsteig 1 zum Bahnsteig 2/3 wurde vor der Sanierung durch eine handbediente Schranke gesichert, jedoch im Zuge des Umbaus durch einen Tunnel ersetzt. Bis heute steht der Tunnel bei Starkregen und Gewitter regelmäßig unter Wasser, was für Reisende sehr ärgerlich ist.
Seit dem Umbau verfügt der Bahnhof Velgast über vier Gleise, von denen drei Gleise einen Bahnsteig besitzen. Die Gleise 1 (am Hausbahnsteig) und 2 dienen der Hauptstrecke, während Gleis 3 am Mittelbahnsteig zu Gleis 2 ausschließlich den RB25-Zügen in Richtung Barth dient. Das daneben liegende Gleis 4 dient ausschließlich zum Abstellen von Zügen.

### Wartesaal und Fahrkartenausgabe
Der Wartesaal und der Fahrkartenschalter wurden beim Umbau des Bahnhofs ebenfalls komplett saniert, sind aber für Reisende nicht mehr zugänglich. Der Schalter wurde 1999 geschlossen. Der ersatzweise aufgestellte Fahrkartenautomat wurde bereits 2008 wieder abgebaut. So können heute auf dem Bahnhof Velgast keine Fahrscheine mehr gekauft werden. Diese erhält man seitdem ausschließlich im Zug. 2010 wurde im Rahmen des Konjunkturprogrammes des Bundes ein Fahrgastinformationssystem installiert. Weitere Informationen über den Zugverkehr geben heute auch die Schaukästen auf den Bahnsteigen.

### Sicherungstechnik
Seit dem Streckenumbau verfügt der Bahnhof Velgast über ein elektronisches Stellwerk der Bauart El L, das neben Velgast auch die Bahnhöfe Langendorf, Martensdorf, Buchenhorst, Altenwillershagen und Ribnitz-Damgarten Ost steuert. Das Stellwerk ist immer noch besetzt. Ursprünglich war geplant, es im Jahr 2006 an die Betriebszentrale in Berlin anzubinden. Dies war aufgrund von technischen Problemen nicht möglich. Daher wird wohl auch in Zukunft die Strecke weiterhin von Velgast aus bedient werden.
Vor dem Umbau wurde Velgast von zwei Stellwerken aus bedient. Zunächst durch das Fahrdienstleiterstellwerk Vaf, welches sich im Empfangsgebäude befand, dann durch das Weichenwärterstellwerk Vwt, welches sich am westlichen Bahnhofsende an der Ausfahrt Richtung Rostock bzw. Barth befand.

### Güterbereich
Die Ladestraße verfügte über eine Gleiswaage sowie eine Drehscheibe am westlichen Ende des Bahnhofs. An der Ausfahrt in Richtung Barth gab es zudem einen Wasserturm, der die Versorgung der Dampfloks sicherstellte. Am Gleis 8 befand sich eine Laderampe, an der zahlreiche Fahrzeuge (insbesondere Landmaschinen und Militärgut) verladen wurden.

### Sonstige Ausstattung
Des Weiteren gab es im Empfangsgebäude des Bahnhofs Velgast eine Bahnhofsaufsicht, einen Fahrkartenschalter und sogar eine Mitropa-Gaststätte.

## Verkehr

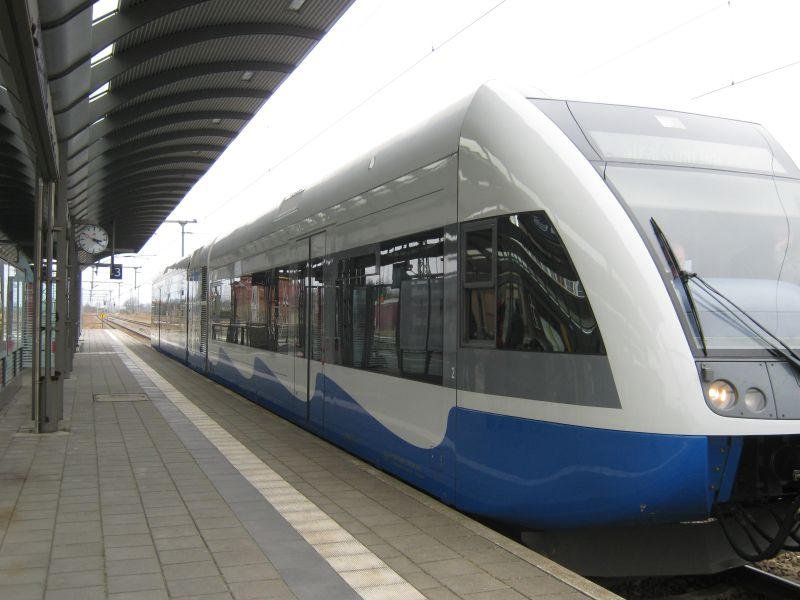
Zug der UBB auf Gleis 3 im Bahnhof Velgast

Die wichtigste Verbindung, an welcher der Velgaster Bahnhof liegt, ist die Bahnstrecke Stralsund–Rostock. Neben den zweistündlichen Regional-Express-Zügen Rostock–Stralsund–Lietzow (Rügen)–Sassnitz/Binz (ehemals Hanse-Express) verkehren auf dieser Strecke auch zweistündliche Fernzüge, die Süddeutschland via Hamburg mit Stralsund verbinden und zudem in Velgast halten. Einzelleistungen werden nach Ostseebad Binz bzw. in die Hanse- und Universitätsstadt Greifswald verlängert. Durch die im 80/40-Minuten-Takt verkehrenden RB25 der DB Regio Nordost, die auf einem Teilabschnitt der ehemaligen Darßbahn verkehrt, wird Barth angeschlossen.
Hinzu zum Taktangebot kommen einzelne Fahrten (zwei bis drei Zugpaare Mo–Fr) der von der ODEG betriebenen Linie RE 10 mit dem Laufweg Rostock – Ribnitz-Damgarten – Velgast – Stralsund – Greifswald – Züssow – Pasewalk.
Zugverbindungen
| Linie  | Strecke                                                                                                   | Taktfrequenz          | Fahrzeugmaterial |                   |
| ------ | --- | --------------------- | ---------------- | ----------------- |
| ICE 26 | (Ostseebad Binz –) Stralsund – Velgast – Rostock – Hamburg – Hannover (– Frankfurt (– Karlsruhe))         | vier Zugpaare täglich | ICE T            | DB Fernverkehr AG |
| ICE 39 | (Ostseebad Binz –) Stralsund – Velgast – Rostock – Hamburg – Recklinghausen – Köln – Frankfurt – Nürnberg | 1 Zug Sa/So           | ICE 4            | DB Fernverkehr AG |
| ICE 43 | (Ostseebad Binz –) Stralsund – Velgast – Rostock – Hamburg – Bremen – Osnabrück – Köln – Basel            | 1 Zugpaar pro Tag     | ICE 4            | DB Fernverkehr AG |

| Linie                | Linienverlauf                                                                             | Takt (min)             | Fahrzeugmaterial        | EVU                          |
| -------------------- | ----------------------------------------------------------------------------------------- | ---------------------- | ----------------------- | ---------------------------- |
| RE 9                 | Rostock – Ribnitz-Damgarten – Velgast – Stralsund – Bergen auf Rügen – Lietzow – Sassnitz | 120                    | Siemens Desiro Mainline | Ostdeutsche Eisenbahn (ODEG) |
| RE 10                | Rostock – Ribnitz-Damgarten – Velgast – Stralsund – Greifswald – Züssow – Pasewalk        | zwei Zugpaare werktags | Siemens Desiro Mainline | Ostdeutsche Eisenbahn (ODEG) |
| RB 25                | Velgast – Saatel – Kenz – Barth                                                           | 80/40                  | Alstom Coradia LINT27   | DB Regio Nordost             |
| Stand: Dezember 2023 |                                                                                           |                        |                         |                              |